# Care Package
Care Package é a primeira coletânea musical do rapper canadense Drake. Foi lançada em 2 de agosto de 2019 pela editora discográfica OVO Sound. A coletânea consiste em musicas lançadas entre 2010 e 2016, que ate então não tinham sido disponibilizadas para download digital pago ou transmissão contínua. O disco conta com participações especiais de  J. Cole, Rick Ross e James Fauntleroy, tendo vocais adicionais de Sampha e Beyoncé.

## Antecedentes e lançamento
Care Package segue o re-lançamento da mixtape de So Far Gone para serviços de transmissão contínua em fevereiro de 2019. Em 1º de agosto de 2019, Drake anunciou o lançamento da coletânea na sua conta no Instagram. O lançamento de Care Package coincidiu com o início da nona "OVO Fest" de Drake em Toronto.

## Desempenho comercial
O álbum estreou na primeira posição na Billboard 200, a principal parada musical que ranqueia os álbuns mais populares da semana no Estados Unidos, vendendo o equivalente a 109 mil copias na sua semana de estréia. No Canada o álbum estreou na liderança da Canadian Albums Chart vendendo o equivalente a 10 mil copias na sua semana de estréia.

## Lista de faixas
| N.º            | Título                                                                 | Duração |  |
| 1.             | "Dreams Money Can Buy"                                                 | 4:13    |  |
| 2.             | "The Motion"                                                           | 4:00    |  |
| 3.             | "How Bout Now"                                                         | 3:55    |  |
| 4.             | "Trust Issues"                                                         | 4:41    |  |
| 5.             | "Days in the East"                                                     | 5:53    |  |
| 6.             | "Draft Day"                                                            | 4:26    |  |
| 7.             | "4PM in Calabasas"                                                     | 4:00    |  |
| 8.             | "5AM in Toronto"                                                       | 3:25    |  |
| 9.             | "I Get Lonely"                                                         | 4:13    |  |
| 10.            | "My Side"                                                              | 4:54    |  |
| 11.            | "Jodeci Freestyle" (com participações especiais de J. Cole)            | 4:14    |  |
| 12.            | "Club Paradise"                                                        | 4:43    |  |
| 13.            | "Free Spirit" (com participações especiais de Rick Ross)               | 4:12    |  |
| 14.            | "Heat of the Moment"                                                   | 5:43    |  |
| 15.            | "Girls Love Beyoncé" (com participações especiais de James Fauntleroy) | 3:45    |  |
| 16.            | "Paris Morton Music"                                                   | 4:11    |  |
| 17.            | "Can I"                                                                | 3:09    |  |
| Duração total: | Duração total:                                                         | 73:37   |  |

## Desempenho nas paradas musicais
| Paradas (2019)                          | Melhor posição |
| --------------------------------------- | -------------- |
| Austrália (ARIA)                        | 7              |
| Alemanha (Offizielle Deutsche Charts)   | 54             |
| Áustria (Ö3 Austria Top 40)             | 48             |
| Bélgica (Ultratop Flandres)             | 21             |
| Bélgica (Ultratop Valônia)              | 67             |
| Canada (Canadian Albums Billboard)      | 1              |
| Dinamarca (Hitlisten)                   | 11             |
| Escócia (Official Scottish Albums)      | 75             |
| Estados Unidos (Billboard 200)          | 1              |
| Estados Unidos (Top R&B/Hip Hop Albums) | 1              |
| França (SNEP)                           | 54             |
| Irlanda (IRMA)                          | 7              |
| Itália (FIMI)                           | 74             |
| Nova Zelândia (RMNZ)                    | 13             |
| Noruega (VG-lista)                      | 11             |
| Países Baixos (Dutch Charts)            | 8              |
| Reino Unido (Official Albums Chart)     | 4              |
| Reino Unido (UK R&B Albums Chart)       | 1              |
| Suécia (Sverigetopplistan)              | 53             |
| Suíça (Schweizer Hitparade)             | 24             |